# 湘南ふじさわシニアネット
湘南ふじさわシニアネット（しょうなんふじさわシニアネット）は、神奈川県藤沢市に本部を置く特定非営利活動法人。略称は「SFS」。
法人番号は、6021005001232。

## 沿革
- 2003年（平成15年）6月 : 設立[5]。
- 2004年7月 : 特定非営利活動法人（NPO法人）登録[5]。
- 2004年11月 : 事務所を藤沢駅近くへ開設[5]。
- 2011年3月 : 現在の事務所へ移転[5]。

### 事業
- ウェブサイト制作・管理事業
  - えのしま・ふじさわポータルサイト[6][7][8][9][10]。
  - いきいきシニアライフ[6]
  - ちがさきエコネット[6]
  - 健康づくり応援団[6]
  - ひらつかスポーツナビ[6]

## 所在地・アクセス
- 所在地：神奈川県藤沢市藤沢496番地[1][4]
  - 北緯35度20分21.4秒 東経139度29分4.2秒 / 北緯35.339278度 東経139.484500度座標: 北緯35度20分21.4秒 東経139度29分4.2秒 / 北緯35.339278度 東経139.484500度
- 藤沢駅 （東日本旅客鉄道〈JR東日本〉）北口より西へ250m。